# Real Antiguo Cuscatlán
Club Real Antiguo Cuscatlán es un club de fútbol profesional de El Salvador originario del municipio de Antiguo Cuscatlán, La Libertad.
El club se encuentra en la Tercera División de Fútbol Salvadoreñoactualmente, habiendo ascendido en el 2023

## Honores

### Honores domésticos

#### Ligas
- Tercera División salvadoreña y antecesores
  - Campeones (2) : N / A
  - Ganador del play-off (2):
- La Asociación Departamental de Fútbol Aficionado  y predecesoras (4to nivel)
  - Campeones - Departamento de San Salvador (1) :2022-23
  - Ganador del play-off (2):

## Lista de entrenadores
- Will Cardonna (Agosto 2023)
- Erick Molina